# 長谷川雄太
長谷川 雄太（はせがわ ゆうた、1986年8月5日 - ）は、日本の男子フィンスイミングの選手。血液型はA型。

## 来歴
兵庫県神戸市に生を受ける。すぐに東京移住。幼稚園の頃から水泳を始め、東京SC（幼稚園～小学校6年）→三菱養和SSに所属。豊島区立仰高小学校を卒業。早稲田中学時代トライアスロンをはじめ、中学3年時にジュニアオリンピック3位。早稲田高校を卒業後、2005年に早稲田大学スポーツ科学部に入学。三菱養和SSで競泳を続け、大学2年終盤にフィンスイミングと出会う。競泳とフィンの両立を続け、社会人1年目に初めて競泳ジャパンオープンに出場。社会人2年目に競泳の日本選手権に初出場。フィンスイミングでは、大学3年時から国際大会で好成績を残す。2007年の世界選手権で、ＢＦ（2枚フィン）種目で世界選手権決勝進出。またＭＦ（1枚フィン）種目のＡＰで2015年世界選手権で決勝進出。ＢＦ・ＭＦ種目で世界選手権個人決勝進出は、日本人初・世界初？。現在、長水路・短水路併せて日本記録を10個所持する日本のスプリント界を背負って立つ逸材である。現在は、フィンスイミングの競技者と平行して普及活動にも力を入れ、フィンスイミング総合サイト「フィンスイミングナビ」等の運営を行なっている。

## 主な成績

### 2007年
*4月	第19回フィンスイミング日本選手権	横浜国際プール

50	BF	　20.45　　3位

100	BF	　45.58	　3位

400	BFRelay	　3:05.16	1位	日本新

*8月	世界選手権イタリア

50	CMAS  BF  21.39	予選落ち

100	CMAS  BF  46.82	        6位       日本新

200	CMAS  BF  1:48.19	8位	

*9月	第15回東京辰巳国際水泳場杯水泳大会	辰巳国際水泳場

50	BF	　　19.77	1位	日本新

### 2008年
*4月	第20回フィンスイミング日本選手権	横浜国際プール	

50	CMAS  BF    20.9	1位	日本新

*8月  第11回フィンスイミングアジア選手権	中国 

50	CMAS  BF    20.56	1位	日本新

### 2009年
*3月	第6回関東オープン大会&第3回アジアインドアゲームズ派遣選考会

100	CMAS  BF    44.17	1位	短水路日本新

100	SF	     38.96	2位	
*5月	第21回フィンスイミング日本選手権	横浜国際プール 

50	CMAS  BF     20.94	2位	

100	CMAS  BF     46.51	2位	

50	AP	     16.14	2位	

400	BFRelay	    3:04.77	1位        日本新

*9月	第17回東京辰巳国際水泳場杯水泳大会	辰巳国際水泳場 

50	BF	     19.61	1位	 日本新

*11月	第3回アジアインドアゲームズ	ベトナム 

100	CMAS  BF     46.24	3位

100	SF	      41.4	7位

400	SFRealy    2:40.19	2位	 日本新

### 2010年
*5月	第22回フィンスイミング日本選手権	横浜国際プール	

50	CMAS  BF	20.65	2位

100	CMAS  BF	46.08	3位

50	AP	        15.91	3位

*11月　	第11回フィンスイミングアジア選手権	台湾

100     SF		39.98   8位

400	SFRealy      2:39.63	5位	 日本新

### 2011年
*5月	第23回フィンスイミング日本選手権	横浜国際プール	

100M SF 優勝

*8月	世界選手権出場　ハンガリー

### 2012年
第24回フィンスイミング日本選手権　　横浜国際プール　

100M　SF　優勝　2連覇

*11月	アジア選手権出場　ベトナム　

4＊100M　SF　リレー　4位日本新

一泳100M　SF　日本新

### 2013年
第25回フィンスイミング日本選手権　　横浜国際プール　

100M　SF　優勝　3連覇

*11月	ワールドカップ　スイス　

100m　SF　日本新

200m　SF　日本新

### 2014年
第26回フィンスイミング日本選手権　　横浜国際プール　

50m　AP　優勝
50m　SF　優勝
100M　SF　優勝　4連覇

4*100m　SFリレー　優勝　　　
4冠達成
*11月	アジア選手権　タイ・プーケット

50m　AP　7位

50m　SF  6位

4＊100m　SF　リレー  4位　日本新

4＊200m　SF　リレー  4位　日本新

### 2015年
第27回フィンスイミング日本選手権　　横浜国際プール　

50m　AP　優勝　大会新
50m　SF　優勝　日本新記録
100M　SF　優勝　5連覇

*7月	世界選手権出場　中国

50m AP　8位　日本新　本種目日本人初の決勝進出の快挙

50m SF 18位
　

## 自己ベスト
| 泳法       | 距離 | 水路   | 記録      | 樹立日        | 大会名                 | 備考                     |
| ---------- | ---- | ------ | --------- | ------------- | ---------------------- | ------------------------ |
| CMAS BF    | 50m  | 長水路 | 20秒56    | 2008年11月1日 | 第11回アジア選手権     | アジア・日本記録（当時） |
| CMAS BF    | 100m | 長水路 | 46秒08    | 2010年5月8日  | 第22回日本選手権       |                          |
| アプニア   | 50m  | 長水路 | 14秒68    | 2015年7月20日 | 第18回世界選手権       | 日本記録                 |
| サーフィス | 50m  | 長水路 | 16秒40    | 2015年5月9日  | 第27回日本選手権       | 日本記録                 |
| サーフィス | 100m | 長水路 | 37秒43    | 2014年5月12日 | 第26回日本選手権       | 日本記録                 |
| サーフィス | 200m | 長水路 | 1分29秒62 | 2013年9月--日 | ワールドカップ・スイス | 日本記録（当時）         |

## 受賞歴
- 早稲田大学学生文化賞　3度受賞　2007/2008/2009
- 豊島区スポーツ栄誉賞　2013/2014/2015